# گوگولفکا
گوگولفکا (انگلیسی: Gogolevka) یک شهرک در شهرستان فیودوروفسکی استان باشقیرستان کشور روسیه است.